# Istihadha
No Islã, a Istihadha (em árabe: اِسْتِحَاضَةٌ; sangue fluente) representa um distúrbio do ciclo menstrual da mulher que dificulta a realização de alguns rituais religiosos (adoração).

## Apresentação
A mulher que experimenta os efeitos da Istihadha é chamada de Mustahadha (em árabe: مُسْتَحَاضَةٌ) e sofre, seja por fluxo sanguíneo excessivo durante o ciclo menstrual usual (denominado menorragia) ou por sangramento fora do período normal da menstruação (denominado metrorragia).
Assim, uma mulher é considerada mustahadha se ela libera continuamente sangue vaginal e continua a sangrar mesmo após ter concluído seu período menstrual habitual.
É dessa forma que se entende a Istihadha como um sangramento vaginal provocado por causas diversas da menstruação ou do parto.
Para algumas mulheres, esse sangramento nunca cessa, enquanto para outras ele perdura por um período superior ao normal, embora interrompa temporariamente por curtos intervalos.

## Oração
Os juristas (fuqaha) afirmam que o caso do período menstrual de uma mulher (istihadha) não a exime da obrigação de realizar a oração, pois essa mulher encontra-se em estado de pureza e pode ler e recitar o Alcorão, e, uma vez que a regra relativa ao sangue de istihadha difere da impureza do sangue menstrual, basta que, durante o período menstrual, ela se purifique do sangue que exceda seu padrão mensal habitual para ler o Alcorão – seja de memória, seja a partir do mus'haf, ou mesmo durante a oração (salah).
Os estudiosos fundamentaram a permissão de ler (tilawa) o Alcorão no fato de que a istihadha é um evento invalidante de menor importância que requer apenas a reintrodução da ablução (wudu), de forma que essa condição não anula a obrigatoriedade (wajib) da oração, tampouco compromete sua validade, não sendo proibido ler (qiraat) o Alcorão, tocar no mus'haf, adentrar o salão de oração na mesquita ou realizar o tawaf ao redor da Kaaba.
Se esse sangue se enquadrar na mesma regra do sangramento vaginal ou da hemorragia ginecológica, a mulher afetada deverá conter o sangue, sempre que possível, utilizando um pedaço de tecido, algodão ou linho, e deverá efetuar a ablução após ocultar o sangue, sempre que o horário de cada oração (horários da oração) se iniciar, como medida obrigatória (fard) para a maioria dos juristas, e ainda como recomendação (mustahabb) conforme o entendimento do Imam Malik ibn Anas.

## Jejum
Uma mulher deve abster-se do jejum somente durante o período menstrual e a ocorrência do seu ciclo menstrual, e se o sangramento persistir sem que a menstruação cesse, isso significa que ela está sofrendo de sangramento vaginal.
Se ela mantiver um padrão regular quanto à quantidade e ao tempo, abstém-se do jejum apenas durante a duração do seu período; em seguida, realiza o banho ritual (ghusl), ora e jejua mesmo havendo sangramento, pois trata-se do sangue menstrual decorrente de doença, cirurgia, estresse ou quedas, não sendo, portanto, impedida de realizar os atos de adoração (adoração) que lhe são exigidos, estando sujeita à mesma regra das mulheres imaculadas.
Como o jejum é válido, a mustahadha compensará os dias perdidos de menstruação, seja por meio do timing do período mensal, seja através da correta distinção entre a natureza, cor e odor do sangue impuro normal do haydh e o sangue puro da istihadha.

## Relação sexual
Ver também
No Islã, a prática de relação sexual entre um marido e sua esposa mustahadha, enquanto há presença de sangue na vagina, é considerada prejudicial para ambos os cônjuges.